# Tetrastichus breviventris
Tetrastichus breviventris är en stekelart som beskrevs av Kostjukov 1995. Tetrastichus breviventris ingår i släktet Tetrastichus och familjen finglanssteklar. Inga underarter finns listade i Catalogue of Life.